# صندوق الطوارئ سارك كوفيد-19
في 15 مارس 2020، بالتزامن مع اليوم الدولي لحقوق المستهلك، تم اقتراح صندوق الطوارئ من قبل رئيس الوزراء الهندي ناريندرا مودي خلال مؤتمر فيديو لرؤساء حكومات رابطة جنوب آسيا للتعاون الاقليمي لنيودلهي نتيجة لوباء فيروس التاجي العالمي. الغرض من هذا الصندوق هو معالجة وتخفيف المخاطر المصاحبة لوباء الفيروس التاجي في منطقة جنوب آسيا. ورحبت دول أعضاء أخرى بقرار مودي لاقتراح صندوق الطوارئ لفيروس كورونا.
أعلنت الهند عن تخصيص 10 ملايين دولار أمريكي كمساهمة أولية لدعم المبادرة، وذكر مودي أن مساهمات الصندوق من الدول الأعضاء ستكون طوعية. حتى 23 مارس 2020، تراكمت على صندوق الطوارئ 18.8 مليون دولار أمريكي مع مجموعة مساهمات من سبع دول أعضاء باستثناء باكستان.
أعلنت بنغلاديش أنها ستساهم بمبلغ 1.5 مليون دولار أمريكي، وأعلنت كل من نيبال وأفغانستان أنها ستساهم طوعًا بمليون دولار أمريكي. في 23 مارس، أعلنت سريلانكا أنها ستساهم بـ 5 ملايين دولار أمريكي وهي ثاني أعلى مساهمة من دولة عضو إلى جانب الهند. أعلنت جزر المالديف أنها ستساهم بمبلغ 200 ألف دولار أمريكي بينما أعلنت بوتان أنها ستساهم بمبلغ 100 ألف دولار أمريكي.